# Scott Winkler
Scott Kristian Winkler (* 22. Februar 1990 in Asker; † 12. Juni 2013 ebenda) war ein norwegischer Eishockeyspieler.

## Karriere
Winkler spielte im Nachwuchsbereich bei Frisk Asker, Russell Stover und die Cedar Rapids Roughriders. Dazu spielte er auch bei der zweiten Mannschaft von Frisk Asker und in der National Collegiate Athletic Association am Colorado College.

### International
Neben Einsätzen in der U18- bzw. U20-Nachwuchsnationalmannschaften von Norwegen kam er auch bereits in der norwegischen Nationalmannschaft 2012 zu Einsätzen.